# Суботичка синагога
Суботичка синагога (Синагога на тргу Јакаба и Комора) јеврејска је синагога саграђена 1902. године у Суботици (Србија), у стилу сецесије. Представља споменик културе од изузетног значаја.

## Положај и изглед
Синагога је изграђена као складна монументална грађевина по пројекту будимпештанских архитеката Марцела Комора (1868—1944) и Деже Јакаба (1864—1932), сарадника архитекте Едена Лехнера, творца мађарске варијанте сецесије. Купола над централним делом обогаћена је конструктивним иновацијама тако да почива на гвозденој конструкцији коју носи осам гвоздених стубова.
Три улазна портала воде у нартекс изнад кога је простор за жене, а четири степеништа на галерију. У решавању фасада уочавају се три хоризонтална појаса: први — појас улазних портала и хоризонталне апсиде око њих; други — у коме су забат са главним витражом и у угловима два нижа торња; трећи — тамбур куполе са двоструком калотом. Коришћена је опека и бојена Жолнаи керамика са китњастим украсима који се заснивају на мађарским народним мотивима.

### Купола и зоне фасаде
Угаоне куполе симболизују четири стране света, као и пролазност времена. Купола, као таква, углавном представља небо, духовну сферу, а кубоидна зграда испод ње, симболизује земљу, материјални свет. Између ова два принципа осмоугаони тамбур куполе представља прелаз, указујући на хармонију и склад универзума. Обилазећи објекат, посетиоц ће уочити, да синагогу крунише централна главна купола, са Давидовом звездом на врху, која означава небеско и земаљско јединство.
Фасаде се могу поделити у три хоризонталне зоне. Најнижа, зона, најближа земљи састоји се од сокле изведене од ружичастог вештачког камена, и фасадне траке обложене црвеном дупло пресованом опеком. Она симболизује материјални, овоземаљски свет. Зона изнад представља рај на земљи, изгубљени Еденски врт. Она формира прелаз између материјалног и небеског, духовног живота, коју симболизира највишја зона, свет купола. 

### Унутрашњи и приземни простор
Унутрашњи простор, као и спољашњост храма је такође вертикално троделан. И овде је присутна алузија на материјални свет и овоземаљски живот изражен кроз зону приземног молитвеног простора испод галерија, где се налазе и редови клупа за мушкарце. 
Приземни простор у односу на друге је мало мрачнији, обавијен велом полумрака. Осветљавају га само прозори-витражи испод галерија, средишњи лустер и друга секундарна светлећа тела. Колорит сваког лучног прозора је различит, и јединствен, међутим фолклорни цветни мотиви се понављају. Импозантно украшени централни лустер поред функционалне и естетске улоге, имао је још једну намену - да побољша акустику простора испод куполе. Поред централног лустера осветљење унутрашњег простора обезбеђује велики број украсних светиљки од месинга. 
Конзерваторско-рестаураторски радови обављани су 1980—1993, 2002. и 2017.
Од 2003. у континуитету се изводе обимнији радови. После обнављања је свечано отворена 2018. године.

## Галерија
| - Историјска слика - Историјска слика - Крупни план (јануар 2003) - Даљи план (април 2008) - Главни улаз - Синагога (2020) |